# Madret
En madret, oftest blot omtalt som en ret, er en særlig anretning af mad, der er klar til at blive spist eller serveret. 
En madret kan blive serveret til spisning ved et dækket bord med tallerkener og bestik, men kan også spises med hænderne. 
Instruktioner til fremstilling af en madret gennem madlavning gives i en opskrift. 
Madretter kan indgå i et måltid, hvor der serveres flere retter, og opdeles så ofte som  forret, hovedret  og dessert. 
Fremstilling af madretter foregår efter forskellige traditioner og med forskellige ingredienser i forskellige dele af verden, og betegnes ofte som "køkken", eksempelvis fransk køkken, tyrkisk køkken, japansk køkken osv.

## Navngivning
Mange madretter har særlig navne (f.eks. postej), hvorimod andre har beskrivende navne, som f.eks. stegt flæsk med persillesovs. Flere madretter er navngivet efter deres oprindelse (f.eks. spaghetti bolognese). Andre retter er navngivet efter bestemte personer, der har udviklet madretten eller har gjort denne kendt, som eksempelvis Brillat-Savarin ost, der er opkaldt efter den franske gourmet og politiker Jean Anthelme Brillat-Savarin, eller en Chaliapin-steak opkaldt efter den russiske operasanger Feodor Chaliapin, der fik denne madret serveret i 1934 i Japan.